# ليليان بيرس
ليليان بياتريكس بيرس (بالإنجليزية: Lillian Beatrix Pierce)‏ هي عالمة رياضيات تربط أبحاثها نظرية الأعداد بالتحليل التوافقي. كانت ليليان واحدة من أوائل علماء الرياضيات الذين أثبتوا الحدود العليا والدنياعلى عدد عناصر الترتيب المحدود في مجموعة دراسية مثالية. فازت ليليان بجائزة سادوسكي لعام 2018 للبحث الذي «يمتد ويربط بين مجموعة واسعة من المشاكل التي تتراوح من مجاميع الشخصيات في نظرية الأعداد إلى المشغلين الفريديين المتكاملين في المساحات الإقليدية» بما في ذلك على وجه الخصوص «نظرية كارليسون متعددة الحدود للمشعبات». وتعمل أيضًا كأستاذ مشارك في الرياضيات في جامعة ديوك، وزميل فون نيومان في معهد الدراسات المتقدمة.

## سيرتها الذاتية
تلقت ليليان تعليمًا منزليًا في فالبروك بكاليفورنيا،  وبدأت العزف على آلة الكمان في سن الرابعة. في سن الحادية عشرة، بدأت في العزف على الكمان كعازفة محترفة. وعندما كانت في سن المراهقة، بدأت أيضًا في أخذ دروس في كلية المجتمع المحلي حيث جمعت الكثير من الوحدات حتى أن بعض الجامعات التي تقدمت للالتحاق بها رفضت قبولها كطالبة جديدة. التحقت بجامعة برينستون وتخصصت في الرياضيات وأنشأت أطروحة الدكتوراة تحت إشراف معلم هيئة التدريس والمشرف على أطروحة البكالوريوس إلياس م. شتاين، ومن ثَمّ تحولت اهتماماتها نحو الرياضيات البحتة.  كطالبة جامعية، أصبحت أيضًا متدربة في وكالة الأمن القومي. تُوجت بلقب الطالبة المتفوقة في جامعة برينستون في عام 2002 وحصلت على منحة رودس، لتكرار إنجازين لأخيها نيلز بيرس من تسع سنوات سابقة.
حصلت على درجة الماجستير في جامعة أكسفورد في عام 2004. وبعد عودتها إلى برينستون لدراسة الدكتوراه في الرياضيات، أكملت شهادة الدكتوراه. وفي عام 2009. طرحت أطروحتها المنفصلة النظائر في التحليل التوافقي، والتي أشرف عليها شتاين. بعد دراسات ما بعد الدكتوراه مع روجر هيث براون في جامعة أكسفورد ومركز هاوسدورف للرياضيات في بون، ألمانيا، أصبحت أستاذًا مساعدًا في جامعة ديوك في عام 2014. وفي عام 2018، حصلت على جائزة سادوسكي من جمعية المرأة للرياضيات.
يعمل زوجها توبياس أوفراث أيضًا في جامعة ديوك كخبير في علم الأعصاب.